# Keffi
Keffi és una ciutat de Nigèria, a l'estat de Nasarawa. Keffi es troba just a l'oest de la intersecció de les carreteres locals que li donen accés a Abuja, Nasarawa, l'enllaç a Akwanga, i el ferrocarril principal a Lafia. És capital de l'emirat tradicional de Keffi. La població al cens del 2006 era de 92.664 habitants.
Té un col·legi de formació de professors, una mesquita i un hospital. El palau de l'emir es troba al costat de la plaça principal.